# Popocatépetl
El Popocatépetl (español [popokaˈtepetl]ⓘ, náhuatl [popoːkaˈtepeːt͡ɬ]ⓘ) (del náhuatl: Popōcatepētl o Popokatepetl ‘Montaña que humea’), también conocido como don Goyo, es un volcán activo localizado en México. Tiene una altitud de 5400 metros sobre el nivel del mar. Se encuentra en los límites territoriales del Estado de México, Morelos y Puebla. Se localiza unos 72 km al sureste de Ciudad de México, a 43 km de Puebla, a 63 km de Cuernavaca, y a 53 km de Tlaxcala.
Tiene una forma cónica simétrica, y está unido por la parte norte con el Iztaccíhuatl mediante un puerto de montaña conocido como paso de Cortés. El volcán tenía glaciares perennes cerca de la boca del cono, en la punta de la montaña. Es el segundo volcán más alto de México, solo después del Citlaltépetl, de 5636 m.

## Toponimia
Su nombre, proveniente de la lengua náhuatl, compuesto por popōca «humear» y tepētl «montaña, cerro», en conjunto significa «montaña que humea», debido a su ya constante actividad desde la época prehispánica.

## Geología
El Popocatépetl es un estratovolcán localizado en México. Se encuentra situado en los límites de los estados mexicanos de Puebla, Morelos y Estado de México, siendo el más meridional de los grandes volcanes de la denominada Sierra Nevada. Se extiende al este del valle de México , y es el único activo entre los que rodean a la capital del país. Los estudios paleomagnéticos que se han hecho de él indican que tiene una edad aproximada de 730 000 años. Su altura es de 5400 m s. n. m., es de forma cónica, tiene un diámetro de 25 km en su base y la cima es el corte elíptico de un cono y tiene una orientación noreste-suroeste. La distancia entre las paredes de su cráter varía entre los 660 y los 840 m.
Sólo al contemplarlo desde el lado norte se advierte que el cono actual se formó sobre una masa volcánica más antigua, de unos 3800 metros de altitud. En efecto, a 5000 metros la simetría queda destruida por el pico del Fraile, ligera protuberancia que sobresale del flanco noroeste y es vestigio del Nexpayantla, antiguo estratovolcán, sepultado bajo la alternancia de oleadas de lava y capas de piroclastas que forman el cono actual. 
El cráter es un profundo agujero de sección elíptica cuyos ejes miden 600 y 400 metros y cuyo punto más elevado se encuentra al noroeste. 
El Popocatépetl surgió en el punto de intersección del eje volcánico transversal con una fractura secundaria orientada al nornoroeste. Cuando la erosión hubo acabado de destruir el Nexpayantla (de épica miocénica o pliocénica), el volcán actual, aparecido a comienzos del pleistoceno, mantuvo una constante actividad tan intensa que a pesar de la altitud la glaciación no comenzó hasta el Würm, cuando se formó en la cumbre una neviza de lenguas de hielo emisarias. Espesas capas de piedra pómez de fines del pleistoceno muestran que las erupciones siguieron siendo violentas hasta la época prearcaica de la arqueología mexicana.
Desde la conquista de México por los españoles hasta 1702 se sucedieron una decena de erupciones, explosivas pero poco violentas, seguidas por un largo reposo en el que sólo estuvieron activas las solfaratas. El azufre era recogido en condiciones muy difíciles por los "volcaneros" hasta que en 1920 el despertar del volcán, aunque moderado, les impidió el acceso a la cumbre. Las explosiones gaseosas y los lanzamientos de cenizas y escorias continuaron durante una decena de años. Luego de un periodo de reposo que abarcó una buena parte de la segunda mitad del siglo XX, el Popocatépetl volvió a la actividad a comienzos de la década de 1990.
El Popocatépetl ha estado desde siempre en actividad, a pesar de haber estado en reposo durante buena parte de la segunda mitad del siglo XX. 
Además, existe una gran cantidad de registros desde la antigüedad sobre los periodos de actividad del volcán, e incluso está registrada una erupción en 1927, que fue artificialmente provocada por la dinamitación del cráter para extraer azufre del mismo. La última erupción violenta del volcán se registró del 18 al 19 de diciembre de 2000. El 25 de diciembre de 2005 se produjo en el cráter del volcán una nueva explosión, que provocó una columna de humo y cenizas de 3 kilómetros de altura y la expulsión de lava.
En vista de que la lava puede salir por cualquier fisura que se produzca en sus laderas y no solo por su cráter, es difícil conocer por adelantado cuáles serían las zonas afectadas en caso de erupción. Lo más que se puede decir es que si la lava saliera del lado norte o noreste, o este y sureste, el estado de Puebla se vería afectada. Si saliera del lado sur se vería afectado el Estado de México y posiblemente el estado de Morelos, y si saliera del lado oeste y suroeste se vería afectada la región en donde se encuentra la población de Amecameca. El área de la superficie afectada dependerá de la viscosidad de la lava. Como última posibilidad teórica, si se llenara el cráter con lava (hecho poco probable), esta se desparramaría por el lado noreste, dirección en que se encuentra el borde más bajo del mismo.
Las zonas que serían afectadas por las cenizas y los gases del Popocatépetl dependerían de la dirección de los vientos, principalmente a la altura del cráter. A grandes rasgos, se puede decir que si las emisiones ocurrieran de noviembre a abril, el valle de Puebla sería el afectado. Si la erupción ocurriera de junio a septiembre, la región sur del Estado de México y el estado de Morelos serían las regiones de mayores riesgo,[cita requerida] aunque también podría sufrir daño el extremo sur de la Ciudad de México.[cita requerida]
Sin embargo, conocer todo esto no es suficiente para salvar vidas, ya que aún sabiendo que en una erupción grande que ocurriera por ejemplo en enero, los vientos acarrearían la nube de cenizas y gases hacia el estado de Puebla,[cita requerida] probablemente no habría tiempo suficiente para organizar una evacuación, debido a que en la actualidad no es posible predecir con suficiente antelación cuándo va a ocurrir el fenómeno. Por esta razón se están haciendo mediciones de las deformaciones del volcán y de su actividad hidrotérmica, y se están realizando registros de la actividad sísmica que proviene de las entrañas del volcán, que permitan poner en marcha planes eficientes y adecuados para salvar a la población de un desastre.[cita requerida]
Por otra parte, el volumen de hielo que contienen los glaciares del Popocatépetl es mayor de 17 millones de metros cúbicos. Estos glaciares se encuentran en la cara noroeste-norte y si se derritieran súbitamente, la corriente de agua probablemente se canalizaría por la barranca central y la barranca del Ventorrillo.[cita requerida] En esta situación, Santiago Xalitzintla, San Nicolás de los Ranchos y San Pedro Benito Juárez podrían ser algunos de los poblados más afectados. En temporada de lluvias es de esperar que el flujo de lodo afecte una mayor superficie debido a que el suelo tiene menor capacidad para absorber o infiltrar agua por encontrarse saturado por las aguas. También podría llegar a provocar lluvia ácida en caso de una explosión violenta.

## El Ventorrillo

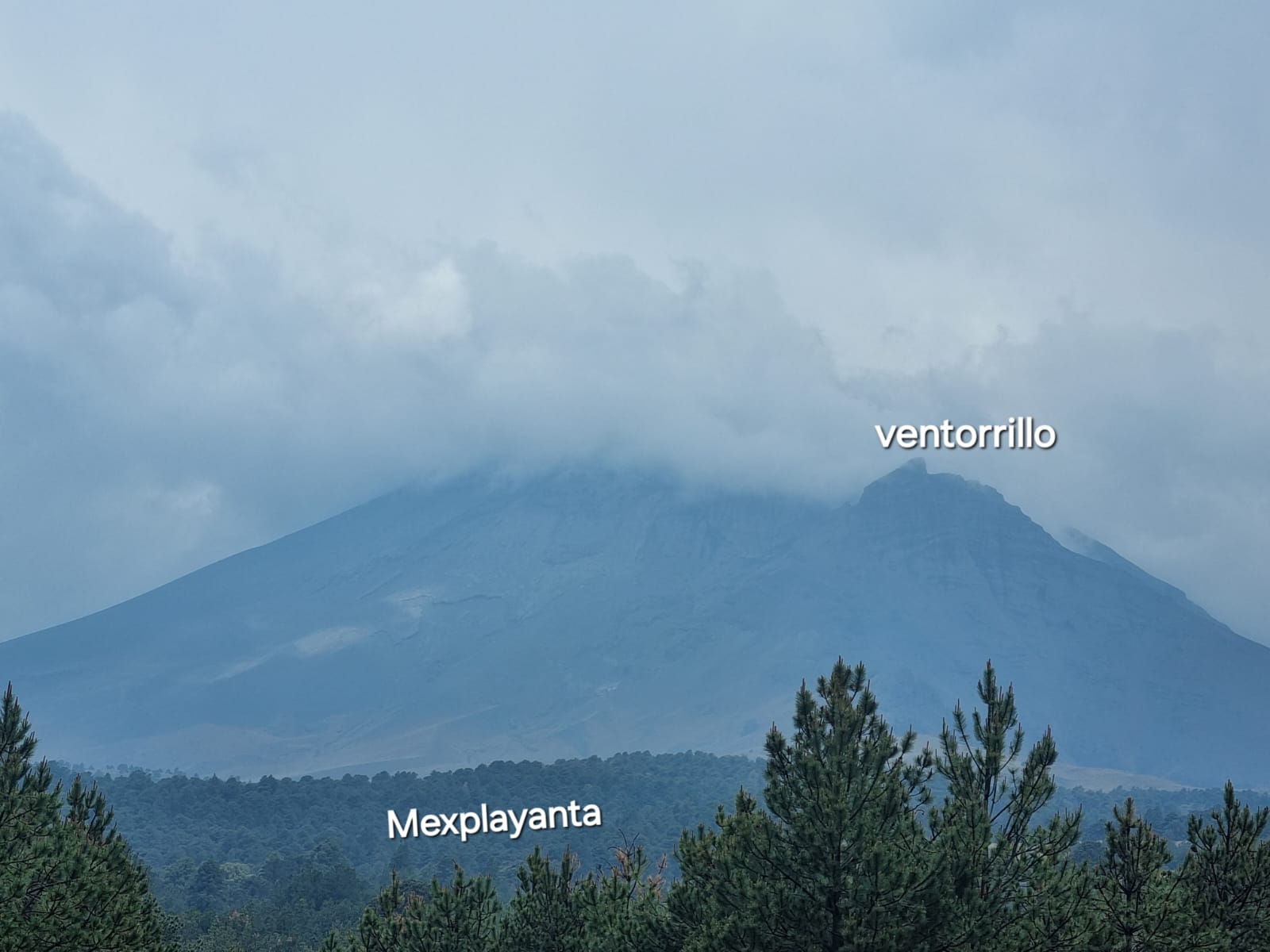
El Ventorrillo y la cañada Nexpayantla vista desde Paso de Cortés, abril de 2024.

El Ventorrillo ubicado en el volcán Popocatépetl es un rasgo geológico derivado del derrumbe causado por la explosión de una de sus paleoestructuras. Esta zona es caracterizada por tener una pendiente muy abrupta, lo que genera que se divise una pared de roca en la cual no crece vegetación por las mismas características con las que cuenta y además sea un escenario glaciar, aunque hoy en día los glaciares del volcán se encuentran extintos. El Popocatépetl al ser un estratovolcán es formado por varias erupciones, y por lo tanto por varios cráteres, uno de estos cráteres en un momento dado fue el ventorrillo. 
Hoy en día el Ventorrillo es un punto de referencia tanto de habitantes como de montañistas que visitan el lugar año con año, ya que ya da lugar a la cañada Nexpayantla, Barranca Seca y Río Atila.

### Antecedentes geológicos
El volcán Popocatépetl se ubica a 65 km SE de la Ciudad de México, en el centro del cinturón volcánico transmexicano, el magma que originó el volcán está relacionado con la subducción de la placa de cocos con la norteamericana. El volcán ha registrado 3 periodos de construcción-destrucción, en donde el ventorrillo  constituyó el segundo periodo.

### Edad
Geológicamente hablando, el volcán Popocatépetl tiene 730 000 años. La evolución del volcán ha pasado por al menos tres etapas de formación y destrucción de lava. La primera etapa fue la Montaña Vieja de Nexpayantla o hace 1 000 000 de años, que colapsó hace unos 200 000 años. La segunda parte de la formación se conoce como El Ventorrillo, entre 50 000 y 30 000 años  A.E.A,  aunque trabajos más recientes afirman que esta etapa fue hace 23.000 años.

## Historia

### Mitología
Cuenta la leyenda que en tiempos prehispánicos vivieron Itzaccíhuatl, una princesa tlaxcalteca de gran belleza, y Popocatépetl, un guerrero apuesto y valiente, antes de partir a la guerra en la que los tlaxcaltecas se encontraban inmersos contra sus enemigos acérrimos, los aztecas. Popocatépetl pidió al cacique de su pueblo la mano de la princesa Iztaccíhuatl. Este se la concedió a condición de que volviera sano y salvo de la guerra para desposarla. Así, el guerrero partió a la batalla mientras que la princesa esperaba el retorno de su amor. Sin embargo, la lengua de un celoso rival de Popocatépetl medió de mala fe engañando a la princesa e informándole que su amado había muerto en combate. Arrastrada por el desconsuelo y el quebranto, víctima del engaño, ella murió de tristeza por la pérdida de su amado. Poco tiempo después, Popocatépetl regresó victorioso de la batalla dispuesto a tomar matrimonio con Iztaccíhuatl; sin embargo, a su llegada recibió la funesta noticia de su fallecimiento. Durante varios días y noches, cuentan que el joven vagó por las calles hasta encontrar la manera de honrar el gran amor que ambos se profesaban, y fue así como ordenó erigir una gran tumba bajo el sol amontonando 10 cerros para levantar una enorme montaña. Una vez construida, tomó el cuerpo inerte de su princesa, y recostándola sobre la cima de la montaña, la besó por última vez para después, con una antorcha humeante en mano, arrodillarse para velar su sueño eternamente. Desde entonces, permanecen juntos, uno frente a otro. Con el tiempo, la nieve cubrió sus cuerpos, que se convirtieron en dos enormes volcanes y que permanecerían inmutables hasta el final de los tiempos.
Otra leyenda relacionada con este volcán es la relacionada con uno de los cariñosos apodos que la población de las localidades cercanas ha otorgado a la montaña. A este volcán también se le conoce como «don Goyo», apócope de Gregorio, pues se dice que, de vez en vez, un anciano se aparece rumbo a «alguna parte» en los diferentes poblados de la zona y se hace llamar don Gregorio o Gregorio Chino. La gente del lugar asegura que este anciano es la personificación del volcán que viene a asegurarse de que las personas que habitan la zona obren de buena fe y muestren respeto al volcán para que, de ser así, la buena fortuna les sonría.

### Época prehispánica

Volcán activo en el Códice Vindobonensis. Se ha identificado como el Popocatépetl.

Excavaciones efectuadas en la falda noreste del volcán, en el complejo habitacional de Tetimpa, han arrojado ocupación humana desde el 800 a. C. Fue descontinuada por una erupción en los albores de la era cristiana (s. i) y otra hacia el 700-850 d. C., cubriendo el área con una capa de piedra pómez cuyo espesor alcanzó los 2 m de altura.

### Conquista

Escudo de armas dado por Carlos I de España al capitán Diego de Ordás. El rey representa al gobernante de las cercanías de Coatzacoalcos, que fueron tierras exploradas por Ordás. El castillo y el puente presentan a la antigua Tenochtitlán y el monte en llamas representa al volcán Popocatépetl.

El primer ascenso registrado a este volcán fue hecho los españoles dirigidos por Diego de Ordás en 1519.
Hernán Cortés lo describió así: 

Que a ocho leguas de esta ciudad de Churultecal están dos sierras muy altas y muy maravillosas, porque en fin de agosto tienen tanta nieve que otra cosa de lo alto de ellas si no la nieve, se parece. Y de la una que es la más alta sale muchas veces, así de día como de noche, tan grande bulto de humo como una gran casa y sube encima de la sierra hasta las nubes, tan derecho como una vita, que, según parece, es tanta la fuerza con que sale que aunque arriba en la sierra andaba siempre muy recio el viento, no lo puede torcer. Y porque yo siempre he deseado de todas las cosas de esta tierra poder hacer a vuestra alteza muy particular relación, quise de esta, que me pareció algo maravillosa, saber el secreto y envié a diez de mis compañeros, tales cuales para semejante negocio eran necesarios y con algunos naturales de la tierra que los guiasen y les encomendé mucho procurasen de subir la dicha sierra y saber el secreto de aquel humo, de dónde y cómo salía. Los cuales fueron y trabajaron lo que fue posible para subirla y jamás pudieron, a causa de la mucha nieve que en la sierra hay y de muchos torbellinos que de la ceniza que de allí sale andan por la sierra y también porque no pudieron sufrir la gran frialdad que arriba hacía, pero llegaron muy cerca de lo alto y tanto que estando arriba comenzó a salir aquel humo y dicen que salía con tanto ímpetu y ruido que parecía que toda la sierra se caía abajo y así se bajaron y trajeron mucha nieve y carámbanos para que los viésemos...

### Actualidad
El Popocatépetl ha sido uno de los volcanes más activos de México. Desde 1354 se han registrado 18 erupciones. En 1927 ocurrió una erupción de consideración, para iniciar así un periodo de reposo. Después, el 21 de diciembre de 1994, tras varios años de inactividad, el volcán registró una explosión que produjo gas y cenizas que fueron transportados por los vientos dominantes a más de 25 km de distancia. Actualmente su actividad es moderada, pero constante, con emisión de fumarolas, compuestas de gases y vapor de agua, y repentinas e imprevistas expulsiones menores de ceniza y material volcánico. La última erupción violenta del volcán se registró en diciembre de 2000, lo que, siguiendo las predicciones de científicos, motivó la evacuación de miles de personas en las áreas cercanas al volcán. El 25 de diciembre de 2005, se produjo en el cráter del volcán una nueva explosión, que provocó una columna de humo y cenizas de tres kilómetros de altura y la expulsión de lava. Posteriormente en la mañana del 3 de junio de 2011, el Popocatépetl volvió a emitir grandes fumarolas sin causar daños. El 20 de noviembre de 2011, tuvo lugar una gran explosión que hizo temblar la tierra, escuchándose en las poblaciones cercanas a las laderas, pero sin mayor alteración. El volcán registró la mañana del 16 de enero de 2012 una fumarola de vapor de agua y ceniza, sin que esto represente riesgos para la población aledaña al coloso.
El 16 de abril de 2012, el CENAPRED (Centro Nacional Para la Prevención de Desastres) elevó el semáforo de alerta volcánica de fase amarillo 2 a fase amarillo 3 debido a la gran actividad que se ha estado presentando, sin que hasta el momento represente un peligro grave para la sociedad.
A las 3:23 del 30 de abril de 2013, el volcán Popocatépetl arrojó fragmentos incandescentes a 800 metros del cráter sobre la ladera noreste, informó el Centro Nacional de Prevención de Desastres (CENAPRED).
El 12 de mayo de 2013, luego del fuerte estruendo que se sintió en la localidad de Atlixco, la Coordinación Nacional de Protección Civil de la Secretaría de Gobernación, informó un cambio en el semáforo de la alerta volcánica, de amarillo fase 2 a fase 3 debido al incremento en la actividad del volcán, por lo que entró en acción el Plan Operativo Popocatépetl, A través de un comunicado, la SEGOB dio a conocer que en una reunión con el Comité Científico Asesor, en el Centro Nacional de Prevención de Desastres (CENAPRED) que, debido a que las dos semanas anteriores se observaron explosiones, eventos vulcano-tectónicos, episodios de tremor y trenes de exhalaciones, el Comité concluyó por consenso emitir la recomendación. Sin embargo, el 2 de junio de 2013 el CENAPRED regresó el nivel de alerta a amarillo fase 2.
Los días 17 y 18 de junio, el volcán registró varios eventos explosivos de mayor magnitud, registrando fumarolas que alcanzaron los 4 km sobre el nivel del cráter y expulsiones de roca incandescente que alcanzaron las faldas en el lado Suroeste del coloso. La alerta se mantuvo en amarillo fase 2.
El volcán entró en actividad el 7 de julio de 2013, lanzando ceniza claramente visible en poblaciones cercanas, la ceniza también alcanzó Ciudad de México, expulsando flujos piroclásticos e incandescencia. El semáforo volcánico se situó en amarillo fase 3.
El volcán registró una explosión el 22 de enero de 2019, lanzando material incandescente y ceniza, esta explosión se pudo sentir en zonas aledañas al volcán (zonas del estado de Puebla y el Estado de México), sin embargo, el semáforo volcánico se situó en amarillo fase 2, el 9 y 18 de febrero el volcán lanzó fuertes fumarolas, las cenizas llegaron a Puebla y Tlaxcala, el 14 de febrero el volcán volvió a lanzar material incandescente y ceniza, el semáforo volcánico siguió en amarillo fase 2, el 22 de marzo de 2019 el volcán registró una fuerte explosión, nuevamente lanzando material incandescente acompañada de ceniza, llegó a quemar algunos pastizales cerca del volcán, el estruendo se llegó a escuchar en las zonas aledañas al volcán, el 26 y 27 de marzo el volcán nuevamente registró explosiones de material incandescente acompañada de lava, ceniza y gases tóxicos, llegó a quemar varios pastizales, que estaban en las faldas del volcán, el 28 de marzo de 2019 por la mañana lanzó fuertes fumarolas que llegaban a los 4 km sobre el nivel del cráter, ese mismo día el semáforo se situó en amarillo fase 3.
En 1994, los monasterios del siglo XVI, construidos en sus laderas, fueron declarados Patrimonio de la Humanidad por la Unesco.

## Erupciones
El Popocatépetl es uno de los volcanes más activos de México y el más famoso, habiendo tenido más de 15 erupciones importantes desde la llegada de los españoles en 1519.

### Cronología
- Mediados o finales del siglo I: una violenta erupción VEI-6 pudo haber causado las grandes migraciones que se asentaron en Teotihuacán, según el análisis de ADN de dientes y huesos.[21]
- Se observaron erupciones en 1363, 1509, 1512, 1519-1528, 1530, 1539, 1540, 1548, 1562-1570, 1571, 1592, 1642, 1663, 1664, 1665, 1697, 1720, 1802, 1919, 1923, 1925 y 1933.[22]
- Para enero y febrero de 1947: hubo breves explosiones, expulsando vapor y cenizas.[23]
- 21 de diciembre de 1994: el volcán arrojó gases y cenizas, que los vientos dominantes llevaron hasta 25 km de distancia. La actividad provocó la evacuación de las ciudades cercanas y los científicos comenzaron a monitorear la erupción.[24]
- En diciembre de 2000: el gobierno evacuó a decenas de miles de personas, a raíz de las advertencias de los científicos. Entonces, el volcán hizo su mayor erupción en 1200 años.[25][26][27][28]
- 25 de diciembre de 2005: el cráter del volcán produjo una explosión que expulsó una gran columna de humo y ceniza de unos 3 kilómetros (9842,5 pies) a la atmósfera y expulsión de lava.[29]
- Registro de enero y febrero de 2012: los científicos observaron un aumento de la actividad volcánica en el Popocatépetl. El 25 de enero, se produjo una explosión de cenizas en la montaña, lo que provocó que una gran cantidad de polvo y ceniza contaminaran la atmósfera a su alrededor.[24]
- 15 de abril de 2012: se informó de que el volcán arrojó al aire fragmentos de rocas sobrecalentadas. Se informó de columnas de ceniza y vapor de agua 15 veces en 24 horas.[30]
- 8 de mayo de 2013: a las 19:28 hora local, el Popocatépetl volvió a entrar en erupción con un temblor de gran amplitud que duró y se registró durante 3,5 horas. Comenzó con columnas de ceniza que se elevaron 3 kilómetros (9842,5 pies) en el aire y comenzaron a desplazarse primero hacia el oeste, pero luego comenzaron a desplazarse hacia el estesureste, cubriendo áreas de los poblados de San Juan Tianguismanalco, San Pedro Benito Juárez y Puebla en humo y ceniza. Posteriormente, las explosiones del volcán expulsaron fragmentos de roca volcánica ardiente a distancias de 700 metros (2296,6 pies) del cráter.[31][32]
- 4 de julio de 2013: debido a varias erupciones de vapor y ceniza durante al menos 24 horas, al menos seis aerolíneas estadounidenses cancelaron más de 40 vuelos hacia y desde el Aeropuerto Internacional de la Ciudad de México y el Aeropuerto Internacional de Toluca.[33]
- 27 de agosto a septiembre de 2014: CENAPRED reportó explosiones acompañadas de emisiones de vapor y gas con pequeñas columnas de ceniza que se elevaron entre 800 y 3000 m (2600 y 9800 pies) sobre el cráter del Popocatépetl y se desplazaron hacia el oeste, suroeste y oeste-suroeste. En la mayoría de las noches se observó incandescencia, que aumentó durante las horas de mayores emisiones.[34]
- 29 y 31 de agosto de 2014: el Centro de Asesoramiento sobre Cenizas Volcánicas (VAAC) de Washington, informó emisiones discretas de cenizas.[22]
- 7 de enero de 2015: CENAPRED informó que la ceniza de las recientes explosiones había cubierto la nieve en las laderas superiores del volcán.[35]
- 28 de marzo de 2016: se liberó una columna de ceniza de 2.000 metros (6.561,7 pies) de altura, lo que provocó el establecimiento de un «anillo de seguridad» de 12 kilómetros (7,5 millas) alrededor de la cumbre.[36]
- 3 de abril de 2016: el Popocatépetl entró en erupción, arrojando lava, ceniza y rocas.[37]
- Registro de agosto de 2016: las erupciones continuaron, con cuatro explosiones discretas el 17 de agosto.[38]
- 10 de noviembre de 2017: a las 7:25 hora local, se produjo una erupción.[22]
- 15 de diciembre de 2018: a las 18:57 hora local, el volcán arrojó lava, cenizas y rocas..[39]
- 22 de enero de 2019: a las 21:06 hora local, el volcán arrojó cenizas hasta 3 kilómetros (9842,5 pies) de altura y fragmentos incandescentes a 2 kilómetros (1,2 mi) de distancia.[40]
- 19 de marzo de 2019: a las 21:38 hora local, fragmentos del domo se dispararon en un radio de 1-1+1/2 de milla (1,6-2,4 km).[41] Debido a la actividad continua, el 28 de marzo de 2019, con base en el análisis de la información disponible, el Comité Científico Asesor del volcán Popocatépetl recomendó cambiar la fase del Semáforo Amarillo de Alerta Volcánica Fase 2 a Amarillo Fase 3, lo cual es una medida preventiva ante los cambios observados.[42]
- 3 de junio de 2019: el Popocatépetl lanzó una columna de ceniza a aproximadamente 37 mil pies (11,3 kilómetros) sobre el nivel del mar.[43]
- 18 de junio de 2019: el Popocatépetl arrojó nubes de ceniza a 8,5 kilómetros (28.000 pies).[44]
- 24 de junio de 2019: el Popocatépetl entró en erupción una vez más, enviando una nube de cenizas a varios kilómetros (miles de pies) en el aire.[45]
- 18 de julio de 2019: el Popocatépetl entró en erupción tres veces, enviando cenizas a 1,5 kilómetros (4900 pies) de altura cada vez.[46]
- 20 de julio de 2019: se reportó ceniza volcánica en Xochimilco luego de una erupción matutina.[47]
- En octubre de 2019: el volcán entró en erupción varias veces en una noche.[48]
- En noviembre de 2019: una erupción obligó al regreso de un vuelo de KLM de Ámsterdam a Ciudad de México.[49]
- 9 de enero de 2020: el Popocatépetl expulsó lava y rocas y envió nubes de ceniza a 6,1 km (20.000 pies) de altura.[50]
- 27 de enero de 2020: el Popocatépetl entró en erupción en un espectáculo nocturno de rocas y cenizas.[51][52]
- 5 de febrero de 2020: el Popocatépetl tuvo una explosión moderada que produjo una columna de ceniza que se elevó 1,5 km (0,93 mi). Otras explosiones el 15, 18 y 22 de febrero enviaron columnas de ceniza que se elevaron entre 400 y 1200 m (1300 y 3900 pies).[53]
- 19 de diciembre de 2022: el Popocatépetl emitió materiales de hasta un kilómetro de altura.[54]
- 19 de mayo de 2023: el Popocatépetl emitió algo de ceniza, lo que provocó el cierre de escuelas en 11 localidades cercanas,[55] y dos días después, el 21 de mayo, el nivel de alerta en Ciudad de México se elevó a Amarillo Fase 3 al observarse fragmentos incandescentes y los aeropuertos de la Ciudad de México y Puebla fueron cerrados temporalmente.[56]
- 27 y 28 de febrero de 2024: el volcán Popocatépetl entró en erupción 13 veces en 24 horas, provocando la cancelación de 22 vuelos en la Ciudad de México y en el Aeropuerto Internacional de Puebla.[57]
- Para la estrecha vigilancia de las manifestaciones del volcán, la Secretaría de Seguridad y Protección Ciudadana por conducto del Cenapred y con apoyo de la Universidad nacional Autónoma de México (UNAM), mantiene una red instrumental que consta de ocho estaciones sísmicas, cinco estaciones con Sistema de Posicionamiento Global (GPS) de medición continua que sirven para detectar deformaciones en la estructura del volcán, así como cuatro cámaras que observan desde todos los flancos, las emisiones que produce el Popocatépetl desde su cráter. Los datos de estos dispositivos de monitoreo son procesados y analizados por especialistas del Cenapred, los cuales permiten identificar cambios en el comportamiento del volcán en todo momento.
- Resumen de la actividad del mes de marzo de 2025.  En general, la actividad registrada en marzo tuvo características similares a las de febrero. Los eventos de periodo largo presentaron similitudes respecto al mes previo, entre otras, su tasa de ocurrencia. Por otro lado, el registro de tremor aumentó. El número de sismos volcanotectónicos disminuyó, regresando, en términos generales, a la tendencia de enero de 2025.  Se obtuvieron imágenes satelitales del cráter, en las que se observó que persiste la detección de anomalías térmicas en el piso del fondo del cráter interno, asociadas a la formación de pequeños cuerpos de lava[58]

## Galería

El volcán Popocatépetl, entre 1890 y 1930.
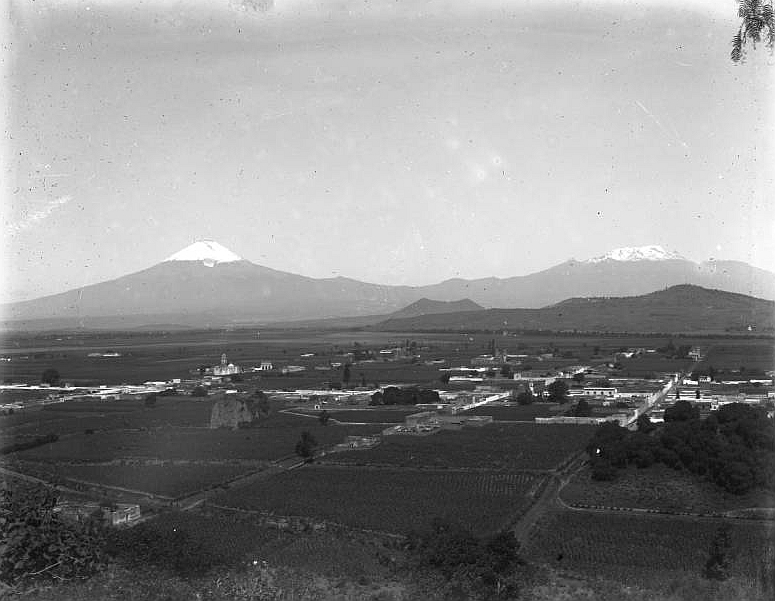
El Popocatépetl, fotografiado en 1906.
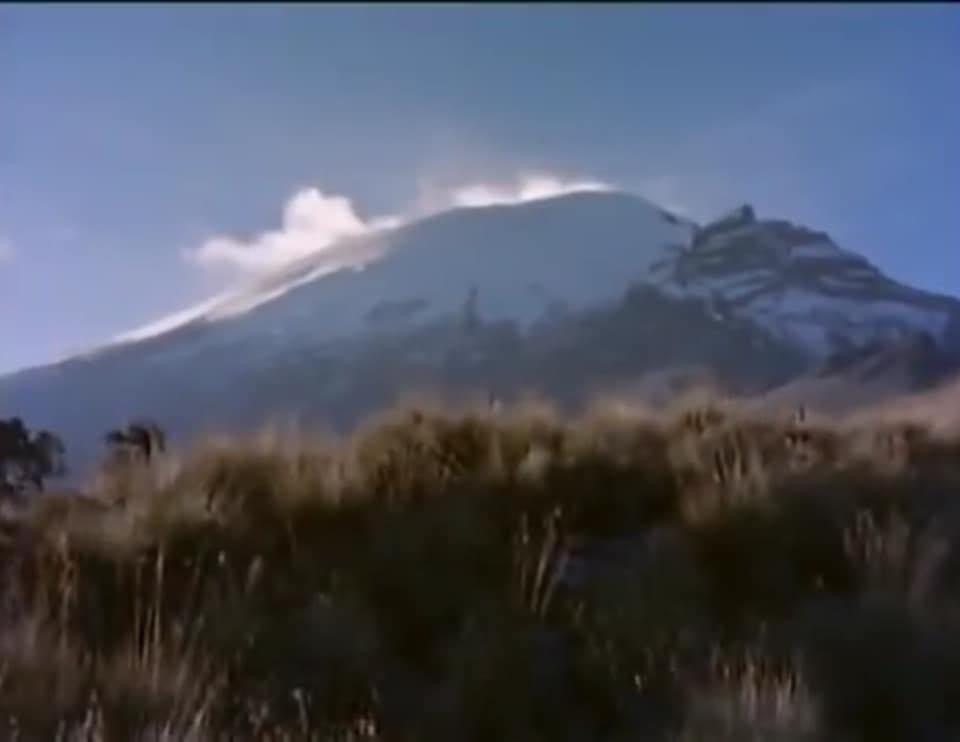
El volcán Popocatépetl durante su periodo de reposo, en 1960.
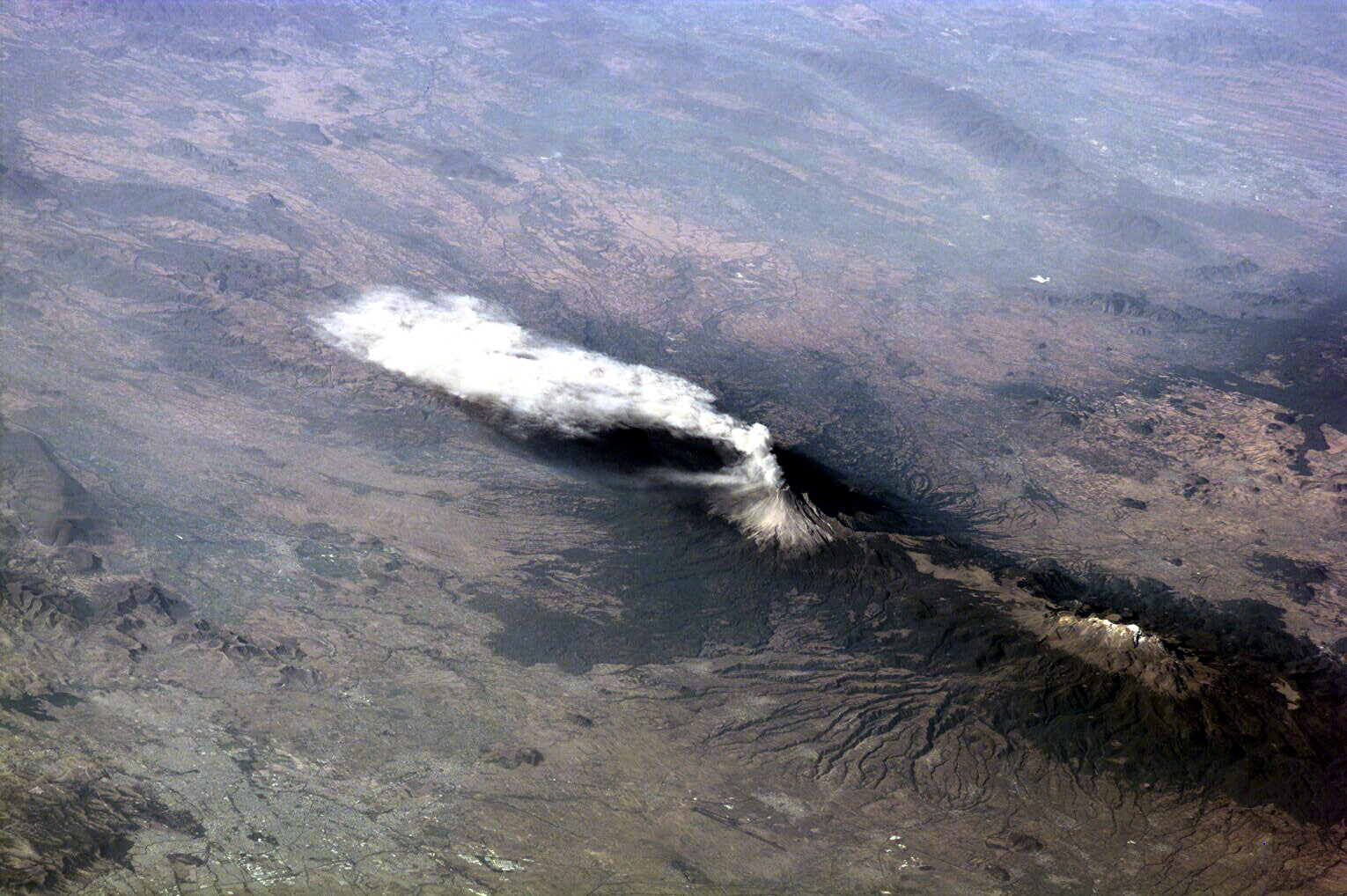
Fumarola del Popocatépetl del 22 de enero de 2001, dirigiéndose hacia el sur. La ciudad de Puebla, puede verse en la parte inferior izquierda de la imagen y la Ciudad de México en la parte derecha.
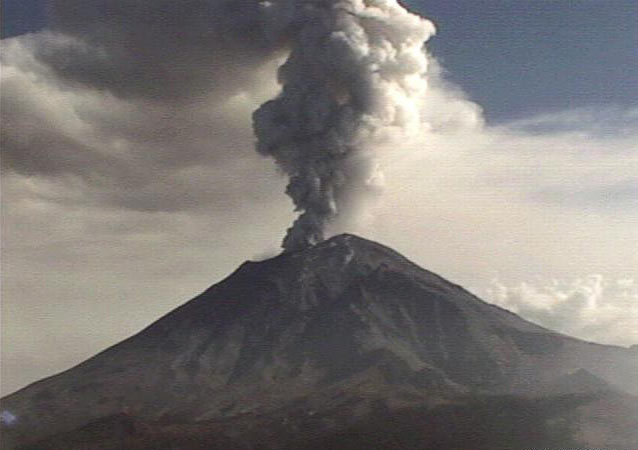
Actividad del Popocatépetl, en diciembre de 2001.
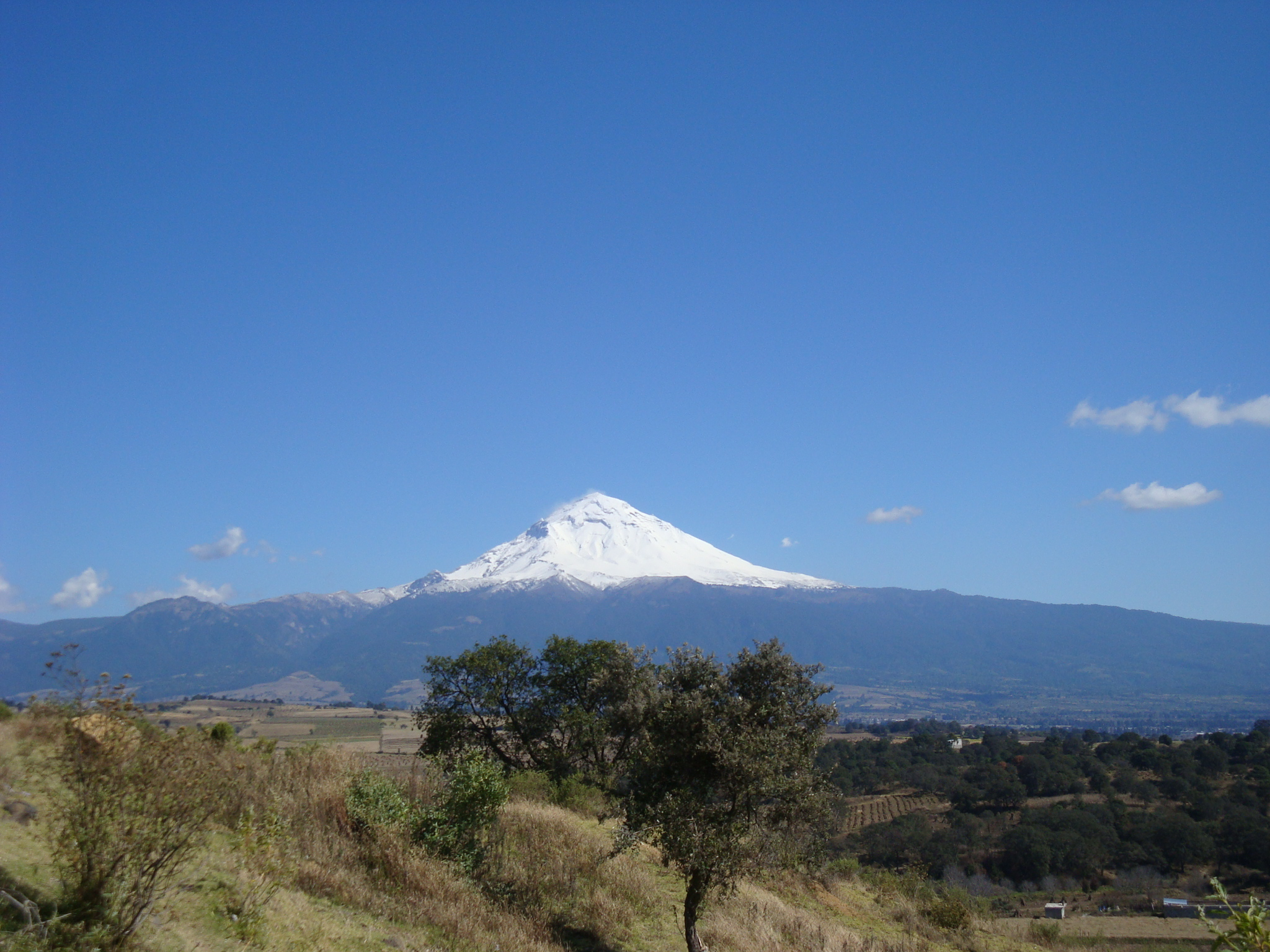
El volcán Popocatépetl visto desde la localidad de Cuijingo, en enero de 2010.
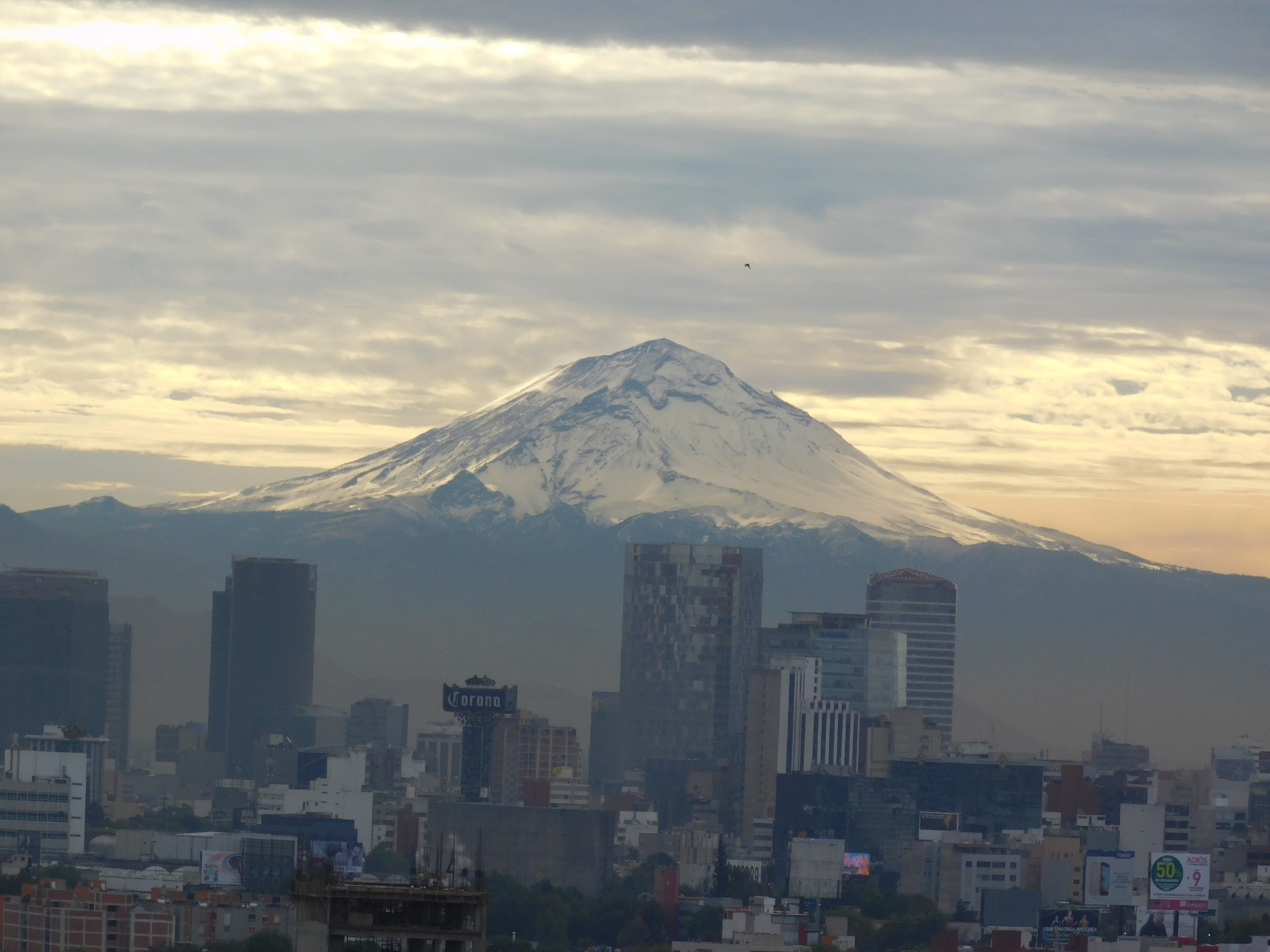
Popocatépetl visto desde el norte de la Ciudad de México, en enero 2016.
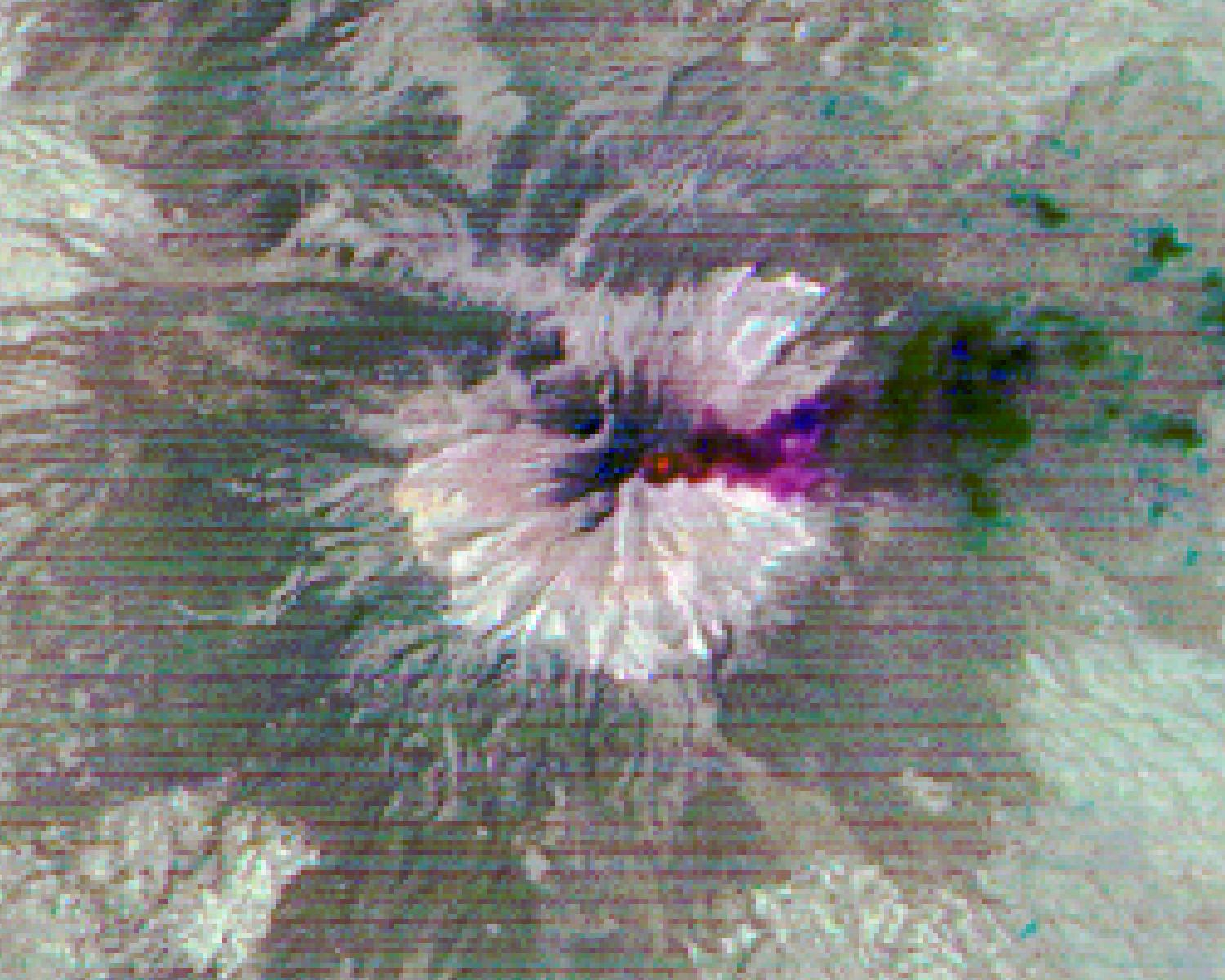
Popocatépetl visto desde el espacio, en febrero de 2020.
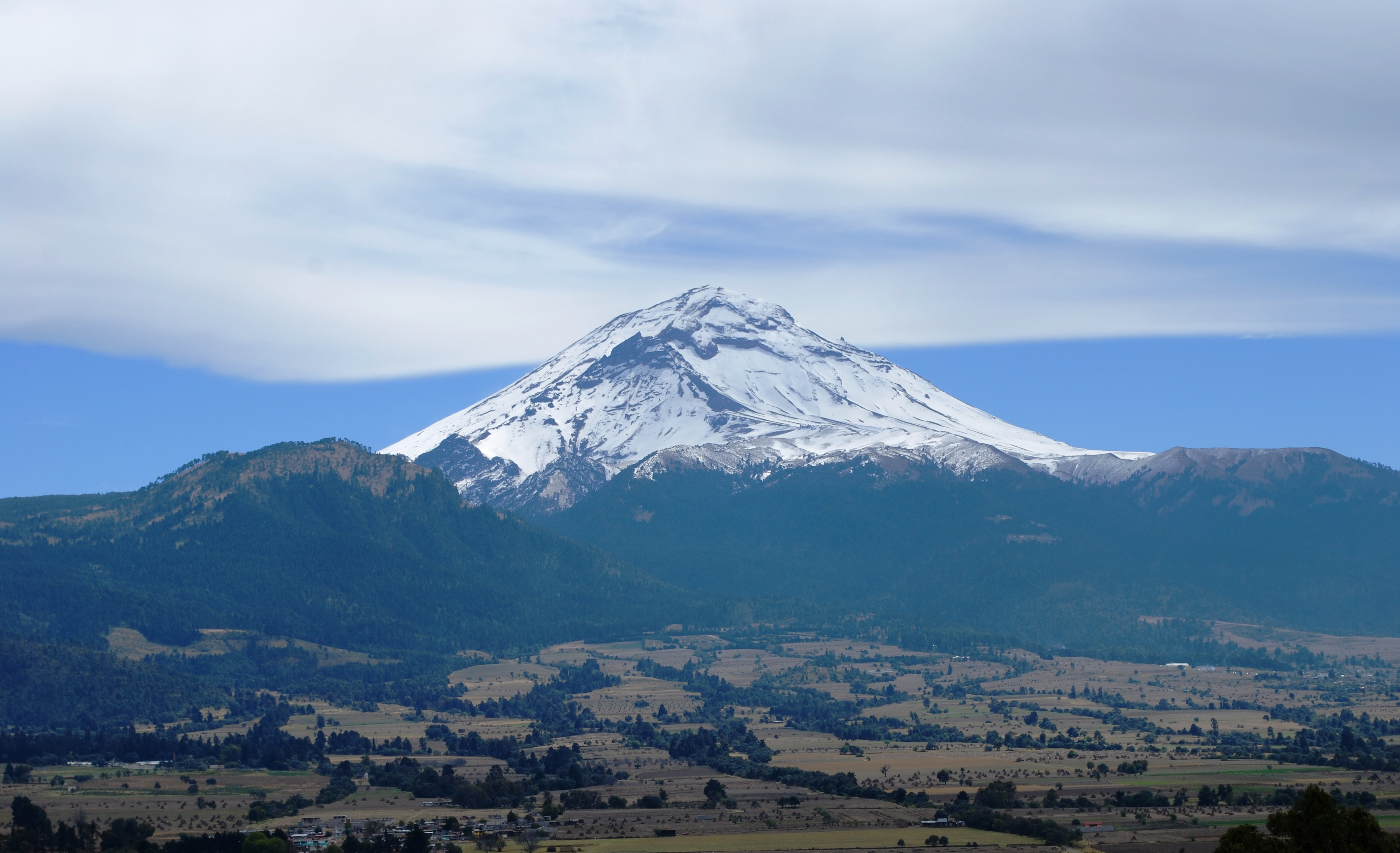
El Popocatépetl, visto desde Amecameca, Estado de México.
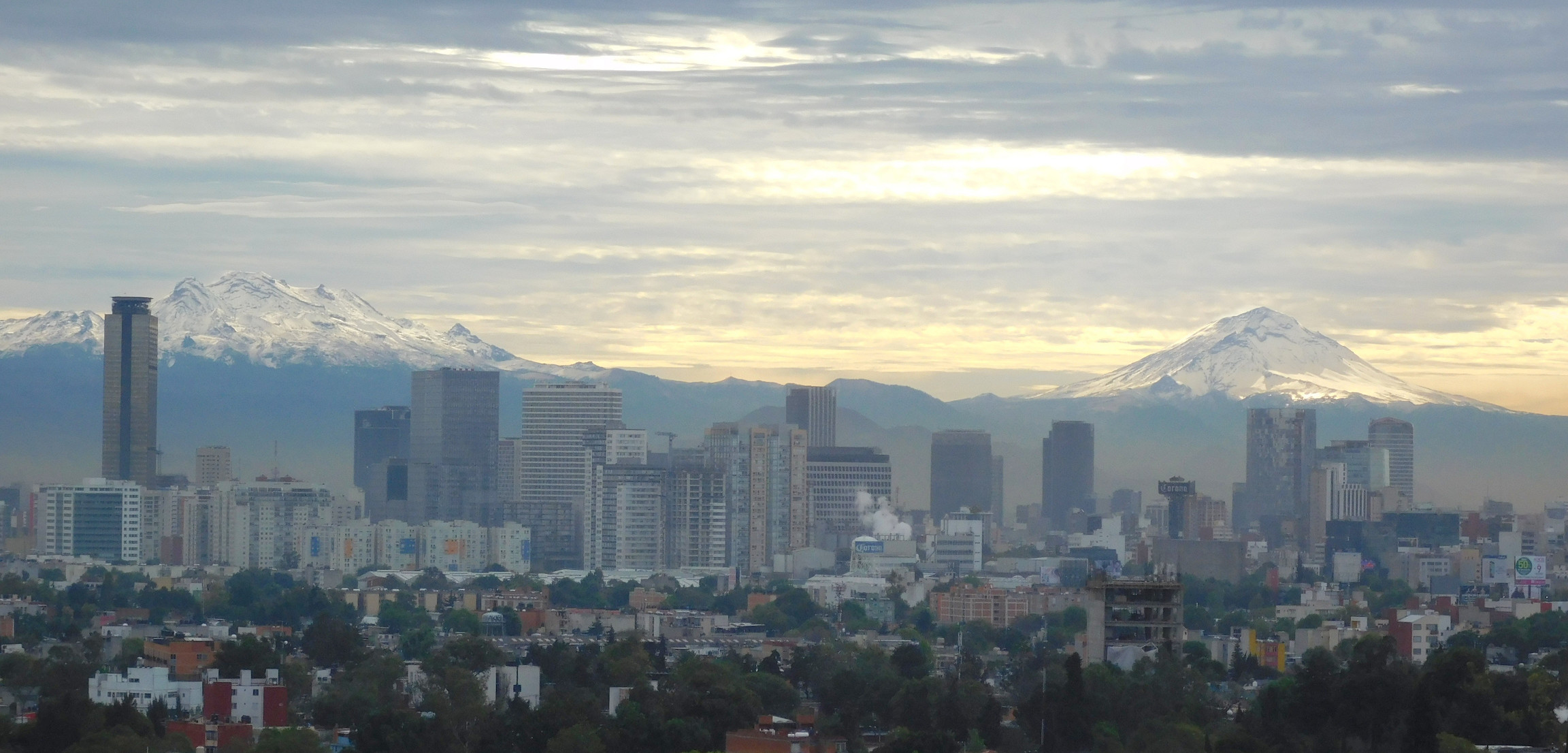
Vista desde la Ciudad de México de los volcanes Iztaccíhuatl y Popocatépetl.
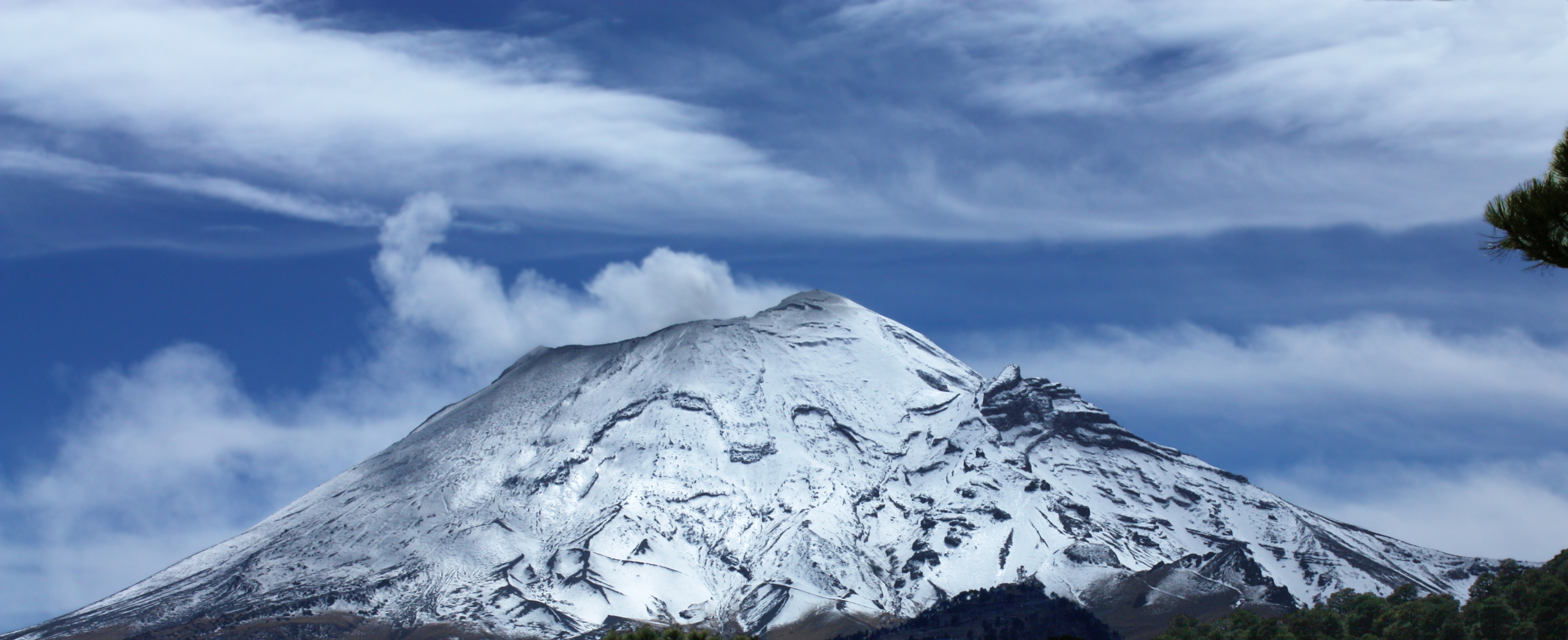
Vista desde el paso de Cortés.
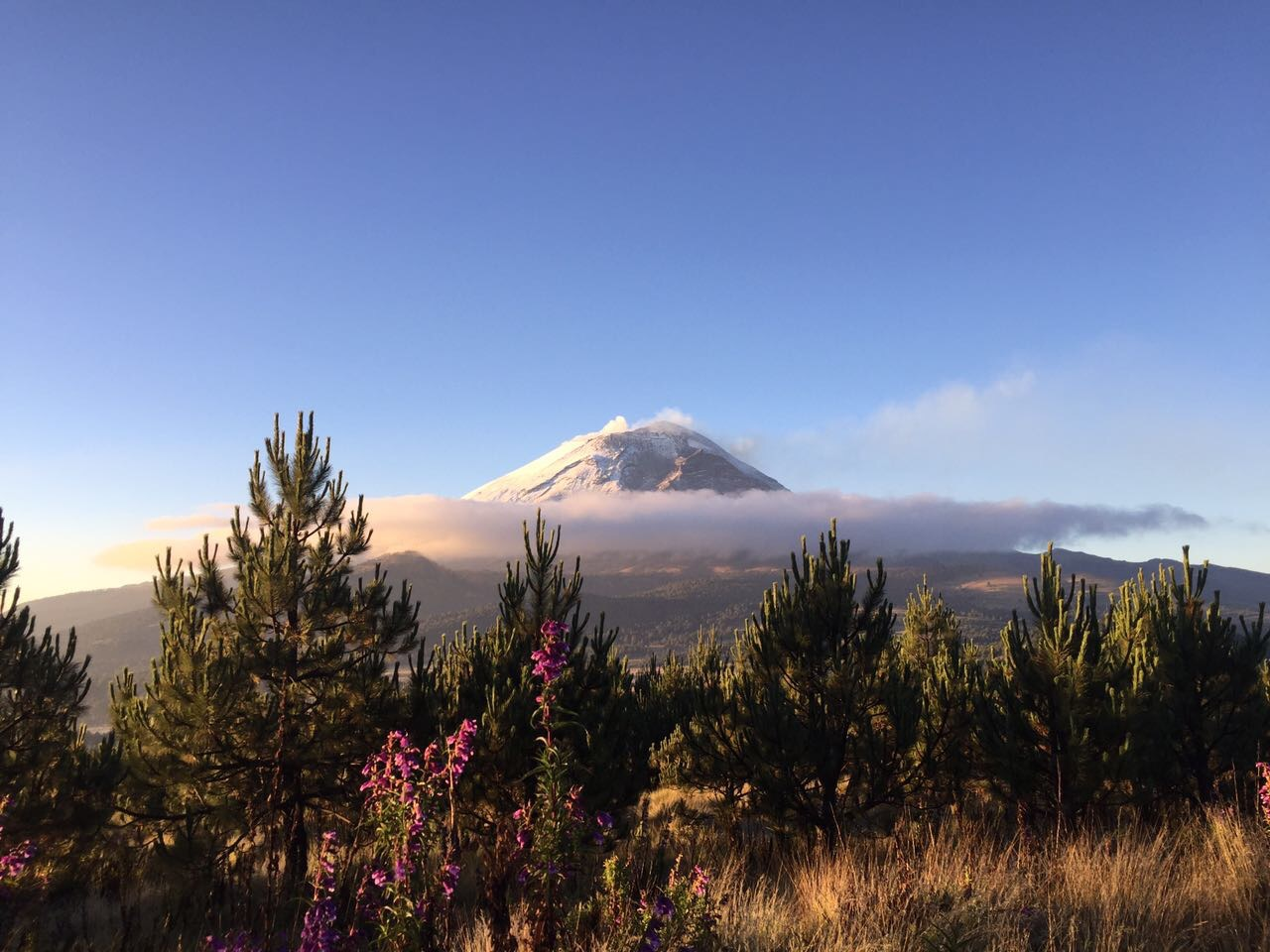
Vista desde el Iztaccíhuatl.
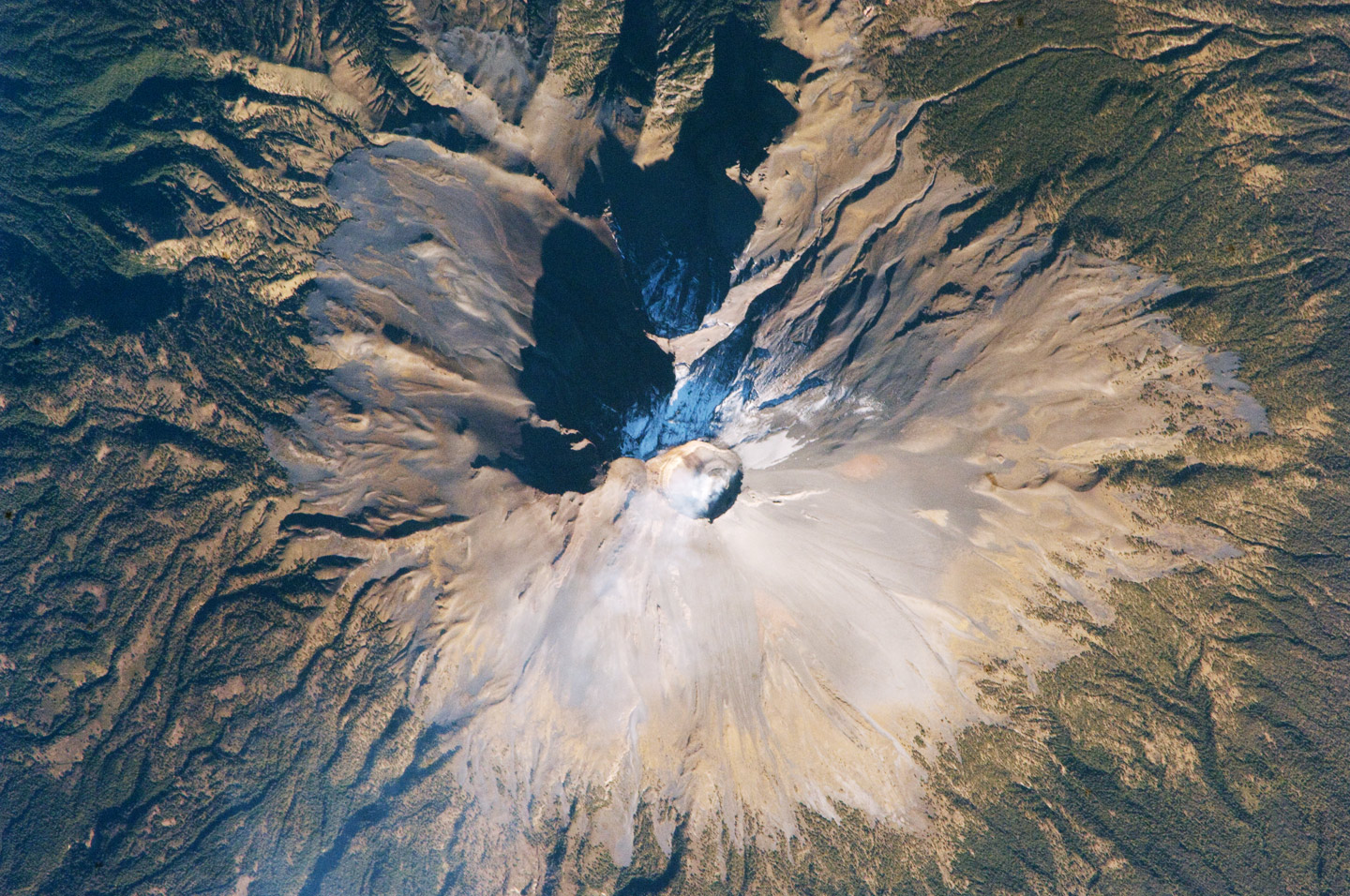
Vista satelital del Popocatépetl.